# Adalbert von Falk
Franz Ludwig Adalbert von Falk (Lyck, 19. rujna 1856. - Berlin, 25. ožujka 1944.) je bio njemački general i vojni zapovjednik. Tijekom Prvog svjetskog rata zapovijedao je 2. pješačkom divizijom na Istočnom bojištu.

## Obitelj
Adalbert von Falk je rođen 19. rujna 1856. u Lycku. Sin je Adalberta Falka starijeg, inače pruskog ministra kulture i suca Vrhovnog suda, i Rose Falk rođ. Passow. U lipnju 1882. sklopio je brak sa Metom von Lentzke (rođ. 1861.) sa kojom je imao četvero djece i to sina Viktora (rođ. 1884.), te kćeri Annu Luisu (rođ. 1886.), Rosu Franzisku (rođ. 1887.) i Berthu Mathildu (rođ. 1891.).

## Vojna karijera
Falk pohađa Gimnaziju Wilhelm u Berlinu, te nakon završetka iste u ožujku 1875. kao dragovoljac stupa u prusku vojsku služeći u Gardijskoj streljačkoj pukovniji. Od 1893. iduće tri godine pohađa Prusku vojnu akademiju. Nakon završetka iste, u rujnu 1886. promaknut je u čin poručnika. Od travnja 1888. služi u Glavnom stožeru, nakon čega je u ožujku 1890. premješten na službu u 2. gardijsku grenadirsku pukovniju. Potom je u veljači 1890. unaprijeđen u čin satnika, da bi u rujnu 1891. bio raspoređen na službu u stožer II. korpusa. Navedenu dužnost obnaša do veljače 1893. kada postaje zapovjednikom satnije u 10. grenadirskoj pukovniji "König Friedrich Wilhelm II". Od iduće, 1894. godine, služi u stožeru 13. pješačke divizije, nakon čega je u rujnu 1895. promaknut u čin bojnika. Od lipnja 1897. zapovijeda bojnom u 32. pješačkoj pukovniji nakon čega služi u stožeru 71. pješačke pukovnije. U međuvremenu je, u travnju 1902., unaprijeđen u čin potpukovnika. 
U listopadu 1902. imenovan je instruktorom u Pruskoj vojnoj akademiji u kojoj u svibnju 1904. ulazi u upravni odbor. Potom u ožujku 1905. dostiže čin pukovnika, dok od svibnja 1906. zapovijeda 3. grenadirskom pukovnijom "König Friedrich Wilhelm I". U travnju 1909. promaknut je u čin general bojnika, te je imenovan zapovjednikom 9. pješačke brigade. Na navedenoj dužnosti nalazi se do rujna 1912. kada je imenovan glavnim inspektorom za vojne škole. U međuvremenu je, u travnju 1912., unaprijeđen u čin general poručnika. 

## Prvi svjetski rat
Na početku Prvog svjetskog rata Falk je imenovan zapovjednikom 2. pješačke divizije. Navedena divizija nalazila se na Istočnom bojištu u sastavu I. korpusa kojim je zapovijedao Hermann von Francois. Zapovijedajući 2. pješačkom divizijom sudjeluje u Bitci kod Stallupönena i Bitci kod Gumbinnena, te nakon toga u velikoj njemačkoj pobjedi u Bitci kod Tannenberga i Prvoj bitci na Mazurskim jezerima.
Tijekom listopada 1914. nekoliko dana zapovijeda jedinicama I. korpusa, da bi nakon toga tijekom 1915. sudjelovao u veljači u Drugoj bitci na Mazurskim jezerima, u ljetu u Narevskoj ofenzivi i u jesen u Vilnskoj operaciji. U lipnju 1916. opozvan je sa dužnosti zapovjednika 2. pješačke divizije, te je imenovan zapovjednim generalom IX. korpusa u Altoni. U kolovozu te iste godine promaknut je u čin generala pješaštva.

## Poslije rata
Nakon završetka rata Falk je sa 24. studenim 1918. stavljen na raspolaganje. Preminuo je 25. ožujka 1944. u 88. godini života u Berlinu.

## Vanjske poveznice
(eng.) Adalbert von Falk na stranici Prussianmachine.com